# Balneário Gaivota
Balneário Gaivota este un oraș în Santa Catarina (SC), Brazilia.